# Kent vs Lancashire at Canterbury
Kent vs Lancashire at Canterbury est un tableau peint par Albert Chevallier Tayler en 1907. Il a été commandé par Kent County Cricket Club pour célébrer son premier titre dans le County Championship. Le club l'a vendu aux enchères à une fondation en 2006.